# رحيم حاتم يك (مقاطعة دورة)
رحيم حاتم يك (بالفارسية: رحیم حاتم یک) هي قرية تقع في قسم دورة الريفي (مقاطعة دورة) في إيران. يقدر عدد سكانها بـ 41 نسمة بحسب إحصاء 2016.